# Henrique (ur. 1986)
Henrique Adriano Buss (ur. 14 października 1986 w Marechal Cândido Rondon) – brazylijski piłkarz występujący na pozycji obrońcy w brazylijskim klubie Corinthians Paulista. Były reprezentant Brazylii.

## Kariera klubowa

### Wczesne lata
Henrique Adriano Buss zawodową karierę rozpoczynał w 2007 w zespole Coritiba FBC. Zajął z nim drugie miejsce w drugiej lidze i awansował do najwyższej klasy rozgrywek w kraju – Campeonato Brasileiro Série A. Po zakończeniu sezonu brazylijski obrońca zdecydował się zmienić klub i ostatecznie trafił do SE Palmeiras, w barwach którego zadebiutował w pierwszej lidze brazylijskiej. W drużynie tej Henrique udało się wywalczyć miejsce w podstawowej jedenastce.

### Barcelona
28 czerwca 2008 Brazylijczyk za około dziewięć milionów euro przeszedł do FC Barcelona, jednak już w lipcu został wypożyczony do Bayeru 04 Leverkusen. W Bundeslidze zadebiutował 16 sierpnia w przegranym 2:3 meczu z Borussią Dortmund. Dla Bayeru rozegrał 27 ligowych pojedynków i zajął dziewiąte miejsce w tabeli Bundesligi. Po zakończeniu rozgrywek Henrique powrócił do Barcelony.
W barwach Barcelony Brazylijczyk pierwszy raz wystąpił 24 lipca 2009 w nieoficjalnym spotkaniu z Tottenhamem Hotspur podczas Wembley Cup. Pod koniec letniego okienka transferowego piłkarz został wypożyczony na rok do Racingu Santander. W sezonie 2009/2010 rozegrał w tym zespole 22 mecze ligowe i zdobył jedną bramkę, po czym powrócił do Barcelony. Na sezon 2010/2011 został jednak ponownie wypożyczony do Racingu Santander.

### Palmeiras
15 lipca 2011 roku piłkarz został wypożyczony do SE Palmeiras. 2 czerwca 2012 roku natomiast Barcelona ogłosiła, że zgodziła rozwiązać się kontrakt Brazylijczyka. Henrique więc już jako wolny zawodnik związał się z klubem z São Paulo. Już za czasów Luiza Felipe Scolariego zawodnik zaczął grać jako pomocnik i przyczynił się w dużej mierze do zdobycia przez swój klub Copa do Brasil 2012. Po odejściu z klubu Marcosa Assunção został nawet kapitanem zespołu.

### Napoli
30 stycznia 2014 roku Henrique podpisał kontrakt z SSC Napoli. Transfer wyniósł €4 miliony, a sam piłkarz podpisał 3,5-letni kontrakt.

## Kariera reprezentacyjna
21 marca 2008 Henrique po raz pierwszy został powołany do reprezentacji Brazylii na towarzyski mecz przeciwko Szwecji. W spotkaniu tym ostatecznie jednak nie wystąpił, w drużynie narodowej zadebiutował natomiast w czerwcowym pojedynku z Wenezuelą.